# هوهن (شلسویگ-هولشتاین)
هوهن (به آلمانی: Hohn) یک شهر در آلمان است که در رندسبورگ-اکرنفورده واقع شده‌است.
 هوهن  ۲٬۳۸۱ نفر جمعیت دارد.